# Irredentismo italiano
O irredentismo italiano  é uma doutrina defendida por aqueles que entendem que devem pertencer à Itália todas as regiões que, embora politicamente  separadas daquele país,  estão ligadas a ele pelos costumes e pela língua.
A expressão "terras irredentas" (em italiano, terre irredente), isto é, terras 'não libertadas' ou 'não resgatadas', foi utilizada a primeira vez pelo patriota e político italiano Matteo Renato Imbriani, em 1877, no funeral de seu pai, Paolo Emilio Imbriani. Posteriormente, a expressão foi incorporada a muitas outras línguas.

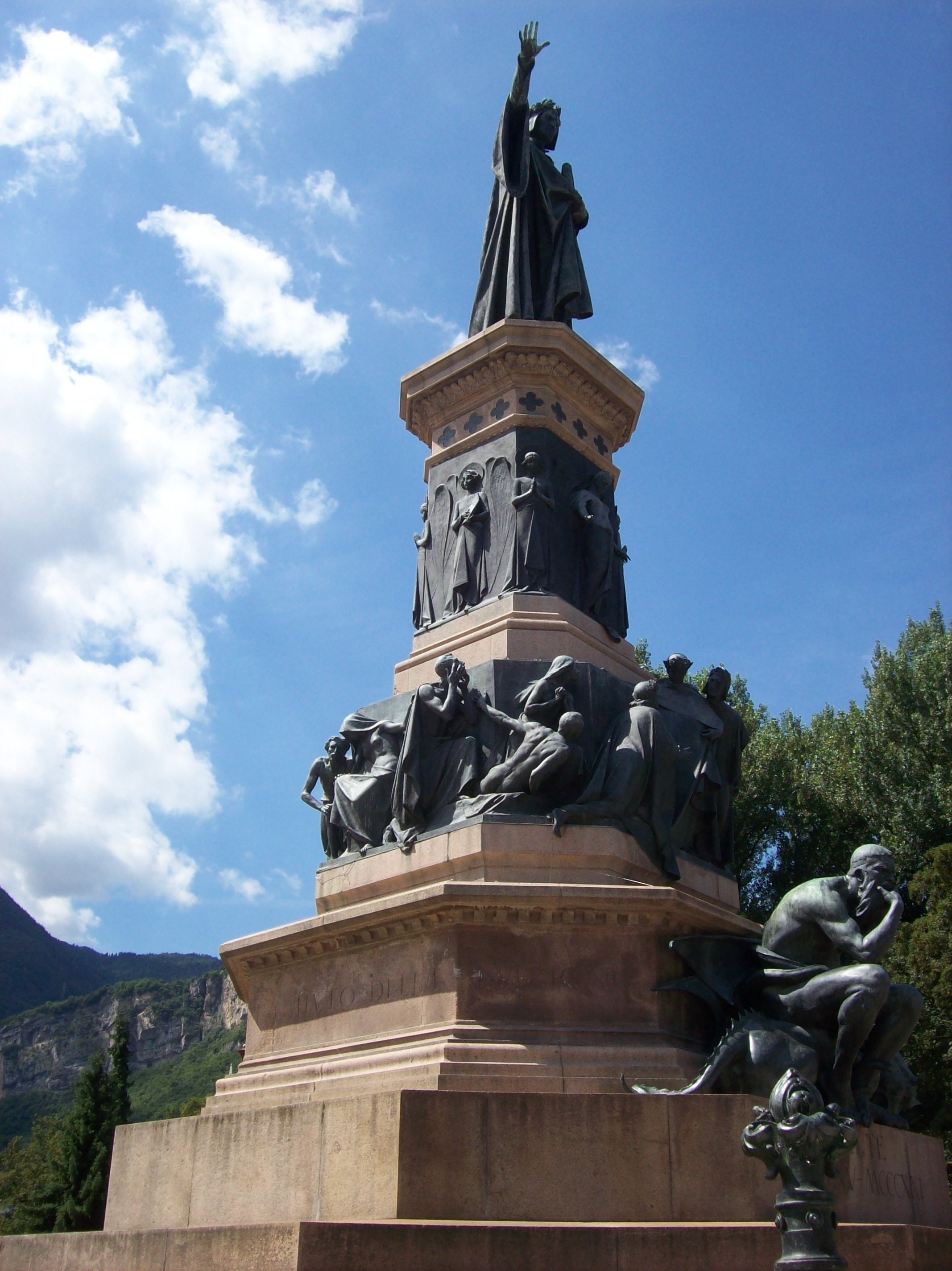
O Monumento a Dante em Trento, erigido como símbolo da cultura italiana no Tirol, pois o território do atual Trentino-Alto Ádige pertenceu ao Império Austríaco de 1363 a 1918.

O irredentismo italiano nasceu e difundiu-se nas últimas três décadas do século XIX como movimento político anti-austríaco, com vista à finalização do projeto do Risorgimento de incluir, dentro das fronteiras do Estado italiano, as regiões consideradas "italianas", mas que faziam parte do território do Império Austro-Húngaro.
O objeto da reivindicação irredentista eram essencialmente as regiões do Trentino-Alto Adige e da Veneza Júlia, que haviam permanecido sob administração austro-húngara, mesmo depois da Terceira Guerra de Independência Italiana de 1866.
O então socialista Benito Mussolini trabalhou em Trento em 1909, juntamente com o irredentista Cesare Battisti (deputado em Viena pela cidade de Trento e espião desde 1904 para o Reino da Itália). No entanto, não encontrava na cidade nenhuma vontade popular de separação da Áustria. Por sua atuação considerava subversiva pelas autoridades austríacas de Trento, Mussolini chegou a ser preso e enviado até a cidade de Borghetto (distrito de Ala), na antiga fronteira com a Itália. Devido à sua "frustração", Mussolini escreveu posteriormente o livro Il Trentino veduto da un socialista ("O Trentino visto por um socialista"), em que afirmou categoricamente: "Trento é austríaca, desde os camponeses que exaltam o [imperador] Francisco José até os operários, estes também pela Áustria".
A propaganda irredentista ganhou força depois do Congresso de Berlim, em 1878, alimentando um amplo debate em diversos setores da opinião pública italiana. Havia o irredentismo alemão e o irredentismo italiano. No Reino de Itália surgiram movimentos como a "Associação em prol da Itália irredenta", enquanto no Trentino-Alto Adige e na Veneza Júlia desenvolviam-se  atividades conspiratórias e manifestações separatistas.
Na sua complexidade, o movimento irredentista foi muito inspirado nos ideais do Risorgimento e  de Giuseppe Mazzini, colhendo adesões sobretudo no âmbito dos nascentes movimentos anti-imperialistas socialistas, dos quais vieram alguns dos mais ilustres expoentes do irredentismo, como o   triestino Guglielmo Oberdan (Wilhelm Oberdank), o socialista trentino Cesare Battisti e seu aluno Fabio Filzi, todos executados pelo governo austríaco durante a Primeira Guerra, julgados por alta traição e deserção.
Os governos do Reino de Itália, não alinhados com os ideais políticos inspiradores do irredentismo, não apoiaram a causa até ao menos o primeiro decênio do século XX quando, no quadro das tensas relações ítalo-austríacas, deu vigor à propaganda do movimento, que começou a receber uma crescente influência por parte da direita nacionalista que, financiada também por importantes interesses económicos, tornou-se a corrente dominante. 
Os irredentistas estiveram à frente da campanha intervencionista a favor da entrada da Itália na Primeira Guerra Mundial e, ao fim do conflito, reclamaram uma definição dos novos limites com base no critério dos interesses económicos e da preponderância militar,  marcando assim uma forte contradição com os princípios originais do irredentismo. 
Assim transfigurado como um instrumento político da direita, o movimento irredentista  marcou a ocupação de Fiume (em croata, Rijeka), liderada pelo poeta Gabriele D'Annunzio,  em 12 de setembro de 1919, com a consequente proclamação da Regência Italiana do Carnaro, a 8 de setembro de 1920.   Após o abandono da cidade por parte de D'Annunzio, em 2 de fevereiro de 1921,  Fiume se transformou no Estado Livre de Fiume, até a sua anexação à Itália, em 3 de março de 1922.
Posteriormente o movimento foi hegemonizado na história da Itália fascista, que o fez um instrumento de propaganda nacionalista e imperialista.
Em 1938, em seguida ao afastamento entre Itália e França em consequência da guerra da Etiópia, o governo de Benito Mussolini  passa a reivindicar a Córsega, Nice e a região de Saboia como terras irredentas.